# 외레브로시

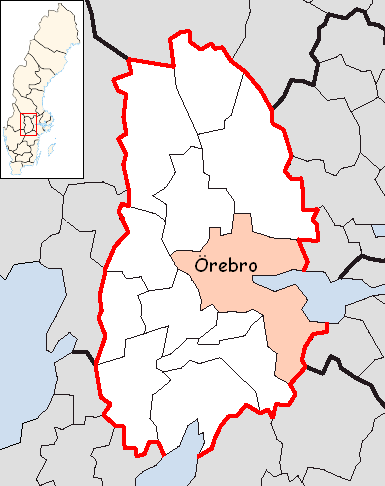
외레브로 시의 위치

외레브로시(스웨덴어: Örebro kommun)는 스웨덴 외레브로주에 위치한 지방 자치체로 행정 중심지는 외레브로(외레브로 주의 주도)이며 면적은 1,620.6km2, 인구는 146,631명(2016년 12월 31일 기준), 인구 밀도는 90명/km2이다.

시 문장